# Hymenochaetaceae
Hymenochaetaceae es una familia de hongos del orden Hymenochaetales. La familia contiene varias especies que están implicadas en muchas enfermedades de los árboles de hoja ancha y coníferas, causando pudrición del corazón, cancro y enfermedades de la raíz, y también la enfermedad de la esca de las vides. Según un texto de referencia estándar, la familia contiene 27 géneros y 487 especies.

## Géneros
Contiene los siguientes géneros:
- †Appianoporites (Eoceno)
- Asterodon
- Aurificaria
- Botryodontia
- Clavariachaete
- Coltricia
- Coltriciella
- Cyclomyces
- Deviodontia
- Dichochaete
- Erythromyces
- Fomitiporella
- Fomitiporia
- Fulvifomes
- Fuscoporia
- Hydnochaete
- Hymenochaete
- Hymenochaetopsis
- Inocutis
- Inonotopsis
- Inonotus
- Onnia
- Phellinidium
- Phellinus
- Phellopilus
- Phellinopsis
- Phylloporia
- Polystictus
- †Quatsinoporites (Cretácico)
- Porodaedalea
- Pseudochaete
- Pseudoinonotus
- Pyrrhoderma
- Rajchenbergia
- Tropicoporus
- Tubulicrinis